# Sapromyza frontalis
Sapromyza frontalis är en tvåvingeart som beskrevs av Macquart 1843. Sapromyza frontalis ingår i släktet Sapromyza och familjen lövflugor. Inga underarter finns listade i Catalogue of Life.